# Christine Lucyga

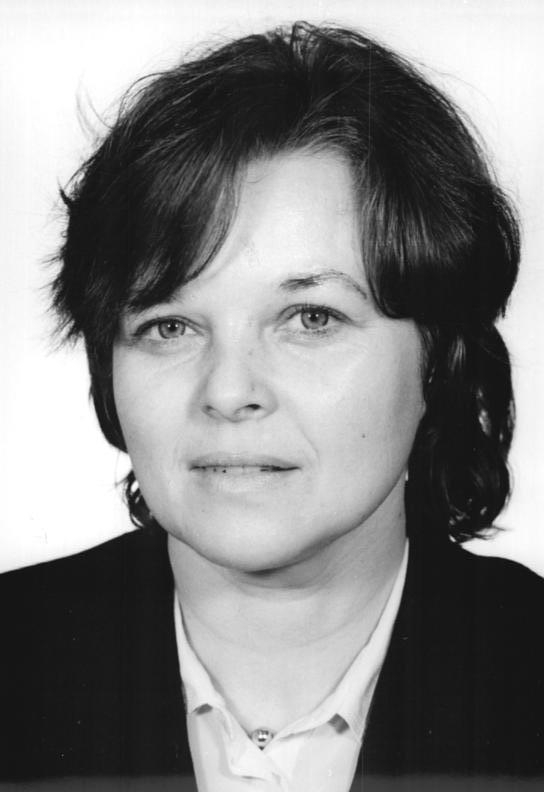
Christine Lucyga (1990)

Christine Lucyga (* 6. April 1944 in Kolberg, Provinz Pommern) ist eine ehemalige deutsche Politikerin (SPD). Sie war 1990 Mitglied der Volkskammer und von 1990 bis 2005 Mitglied des Deutschen Bundestages.

## Biografie
Christine Lucyga studierte an der Universität Rostock Slawistik und Hispanistik und promovierte 1980 über lateinamerikanische Literatur. Von 1969 bis 1989 war sie Fremdsprachenlehrerin an der Ingenieurhochschule für Seefahrt Warnemünde/Wustrow in Warnemünde und an der Universität Rostock.

## Politik
Im Zuge der Neuordnung der politischen Szene in der DDR engagierte sie sich seit September 1989 im Neuen Forum Rostock und wurde Mitglied im Gerechtigkeitsausschuss. Ende 1989 trat sie in die SPD ein, wobei für sie insbesondere die Persönlichkeit Willy Brandts der Wegweiser war. Sie wurde bei der Volkskammerwahl 1990 am 18. März 1990 für die SPD gewählt und war bis zum 2. Oktober 1990 Volkskammerabgeordnete.
Christine Lucyga war seit dem 3. Oktober 1990 bis zum Ende der 15. Legislaturperiode 2005 Abgeordnete im Deutschen Bundestag für den Wahlkreis Rostock. Sie wurde bei den Bundestagswahlen 1990, 1994, 1998 und 2002 jeweils als Direktkandidatin gewählt. 
Den Verkauf eines der größten und auch weltweit bekanntesten volkseigenen Betriebe mit vielen Handelsschiffen, die Deutsche Seereederei Rostock (DSR), über die Treuhandanstalt begleitete sie als Politikerin kritisch: „Jetzt ist die Bundesregierung gefordert“ äußerte Christine Lucyga gegenüber den NNN vom 24. Juni 1993 im Beitrag Die Ungereimtheiten nehmen zu - Fragestunde im Bundestag zur Privatisierung der DSR und stand damit nach der Deutschen Wiedervereinigung den Betriebsräten und Gewerkschaftern im Sinne zukunftsfähiger Arbeitsplätze in der maritimen Wirtschaft, insbesondere in Rostock und Mecklenburg-Vorpommern, auf der politischen Ebene als MdB zur Seite.
Nach der Auflösung des Bundestages 2005 trat sie nicht wieder zur Wahl an. Ihr Nachfolger wurde Christian Kleiminger.

## Schriften
- Die Darstellung historischer Prozesse im modernen kubanischen Roman. Dissertation Universität Rostock 1979[3]